# Acanthoponera mucronata
Acanthoponera mucronata é uma espécie de inseto do gênero Acanthoponera, pertencente à família Formicidae.